# Uppmärksamhet

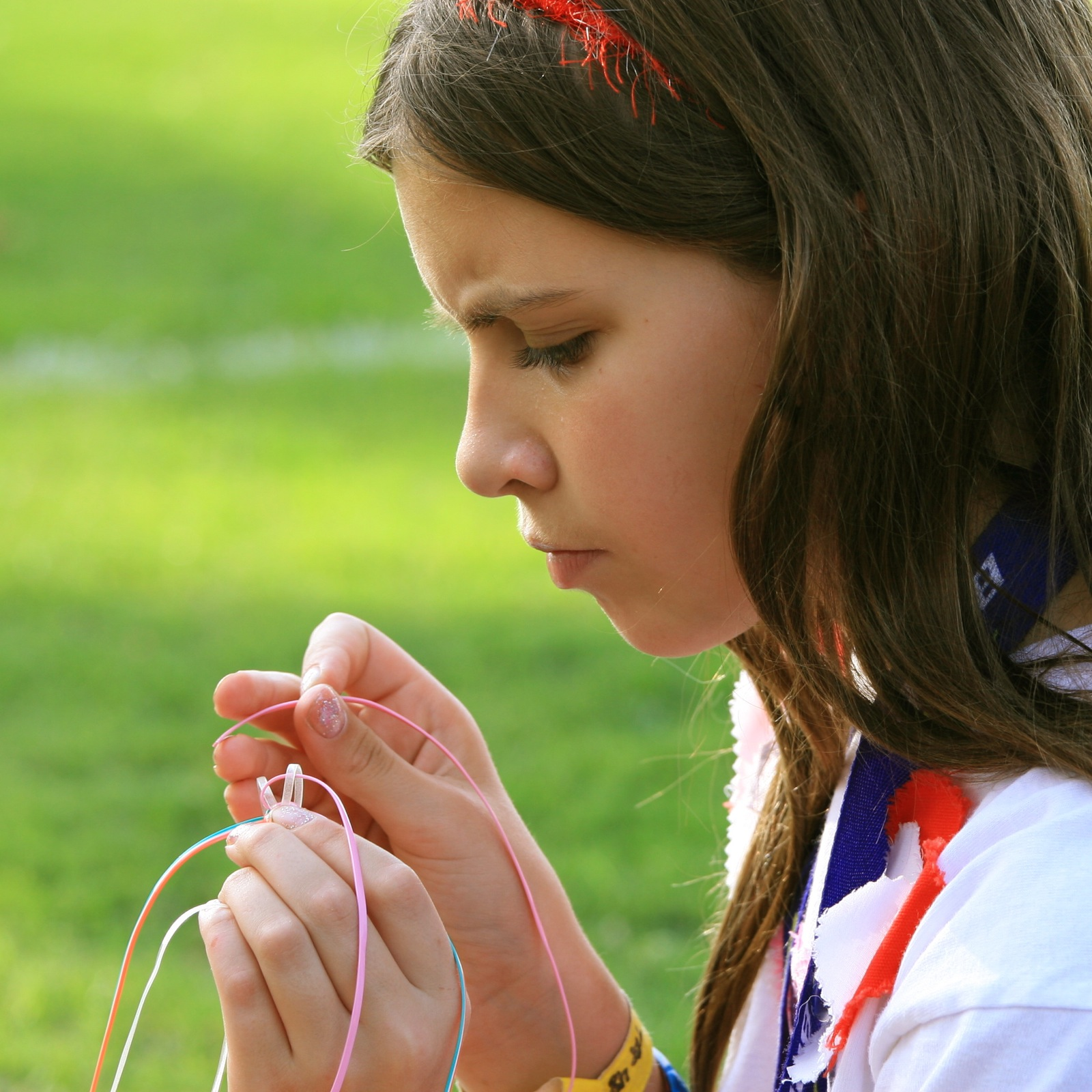
Fokuserad uppmärksamhet.

Uppmärksamhet är när man riktar sin perception och/eller sin tankeverksamhet mot något specifikt.
Störningar av förmågan till uppmärksamhet kan förekomma vid neuropsykiatriska tillstånd som ADHD och efter en förvärvad hjärnskada. Uppmärksamheten påverkas även av medvetandegraden och arousal.
Förmågan att reglera uppmärksamhet och koncentration är en förspråklig förmåga som utgör en förutsättning för en normal utveckling av språkförståelse.

## Barns utveckling av förmågan att reglera uppmärksamhet
Under det första levnadsåret är barnet mycket lättdistraherat. Barnet fokuserar på det som är mest framträdande/dominant i den direkta omgivningen.
Under det andra levnadsåret ungefär börjar barnet kunna koncentrera sig på ett konkret föremål eller en specifik uppgift på eget initiativ.
Under det tredje levnadsåret ungefär utvecklas förmågan till enkel-ledad uppmärksamhet på andras initiativ. Barnet kan fortfarande endast fokusera på en sak åt gången, så när det märks att barnet fokuserar på något så gör det verkligen det.
Så småningom utvecklas två-ledad uppmärksamhet, vilket innebär att man kan "hålla två saker i huvudet samtidigt", till exempel prata om en sak och göra något annat, eller göra en sak och tänka på något annat.
Slutligen har en mogen uppmärksamhet utvecklats. Nu är barnet redo att börja skolan med alla de utmaningar som denna innebär för barnet. Det gäller att kunna reglera sin uppmärksamhet så att man tar in rätt saker och stänger ute de stimuli som verkligen ska stängas ute.

### Nedsatt uppmärksamhetsförmåga
Skärmtid i barndomen kan ge försämrad uppmärksamhetsförmåga senare i livet.

## Omedveten uppmärksamhet
Uppmärksamhet är inte alltid styrd av medvetenheten. Man kan vara vaken och låggradigt uppmärksam utan att vara medveten om det. Denna uppmärksamhetsnivå räcker bra för att hantera föremål, promenera och utföra andra vana sysslor som hjärnan lärt sig hantera automatiskt. När behov uppstår, kan de automatiska processerna fånga medvetenheten och rikta den på något som kräver fokuserad uppmärksamhet.
Det finns sjukdomstillstånd som demonstrerar omedveten uppmärksamhet. Vid anfall av epileptisk automatism förlorar patienten helt sin medvetenhet, men behåller ofta sin muskeltonus. Efter en kort stunds total stillhet kan patienten börja agera helt automatiskt och omedvetet, en sittande kan resa sig, reagera på en dörr genom att öppna den och gå ut och så vidare. Rörelsemönstren är normala och ändamålsenliga, men de saknar en medveten plan. Patienten är inte kontaktbar och beter sig under några sekunder eller minuter som en zombie. När medvetenheten återvänder, har patienten ingen aning om vad som hänt under denna så kallade frånvaroautomatism.

### Fotnoter
1. ↑   http://pediatrics.aappublications.org/content/113/4/708.short
2. ↑  Damasio 1999, s 29
3. ↑  Damasio 1999, s 116-118